# キューピット (スーパーマーケット)
株式会社キューピットは、新潟県新潟市東区に本社を置き、同県下越地方を中心にスーパーマーケットチェーン「キューピット」を運営する企業。

## 概要
新潟市に本社を置く堀川蒲鉾工業（現堀川）が1958年6月、新潟市本町通六番町（現中央区）にセルフサービス方式のスーパーマーケット「総合食品かまぼこの堀川」をオープンさせた（現キューピット本町店）。店舗はその後「スーパー堀川」と改称し、新潟市内各地に出店した。
1973年7月に分社化され、株式会社スーパー堀川が発足。1980年代初頭にコーポレートアイデンティティ(CI)を導入し、店舗ブランドを現在の「キューピット」に改称。赤いハートに3本の白いアーチを施したマークが制定され、1983年には社名も現社名に改称した。
1990年代にはハイグレードの品揃えを特徴としたスーパーマーケット「ハーティ」、酒類のディスカウントストア「ハッピーチェーン」を展開したものの、その後いずれも事業から撤退したため、現在の店舗ブランドは「キューピット」のみ。
2021年8月時点で、新潟市および五泉市に計15店舗を出店している。1999年までは佐渡島にも出店していた。
売上高は県内に本社を置くスーパーの中では8番目。

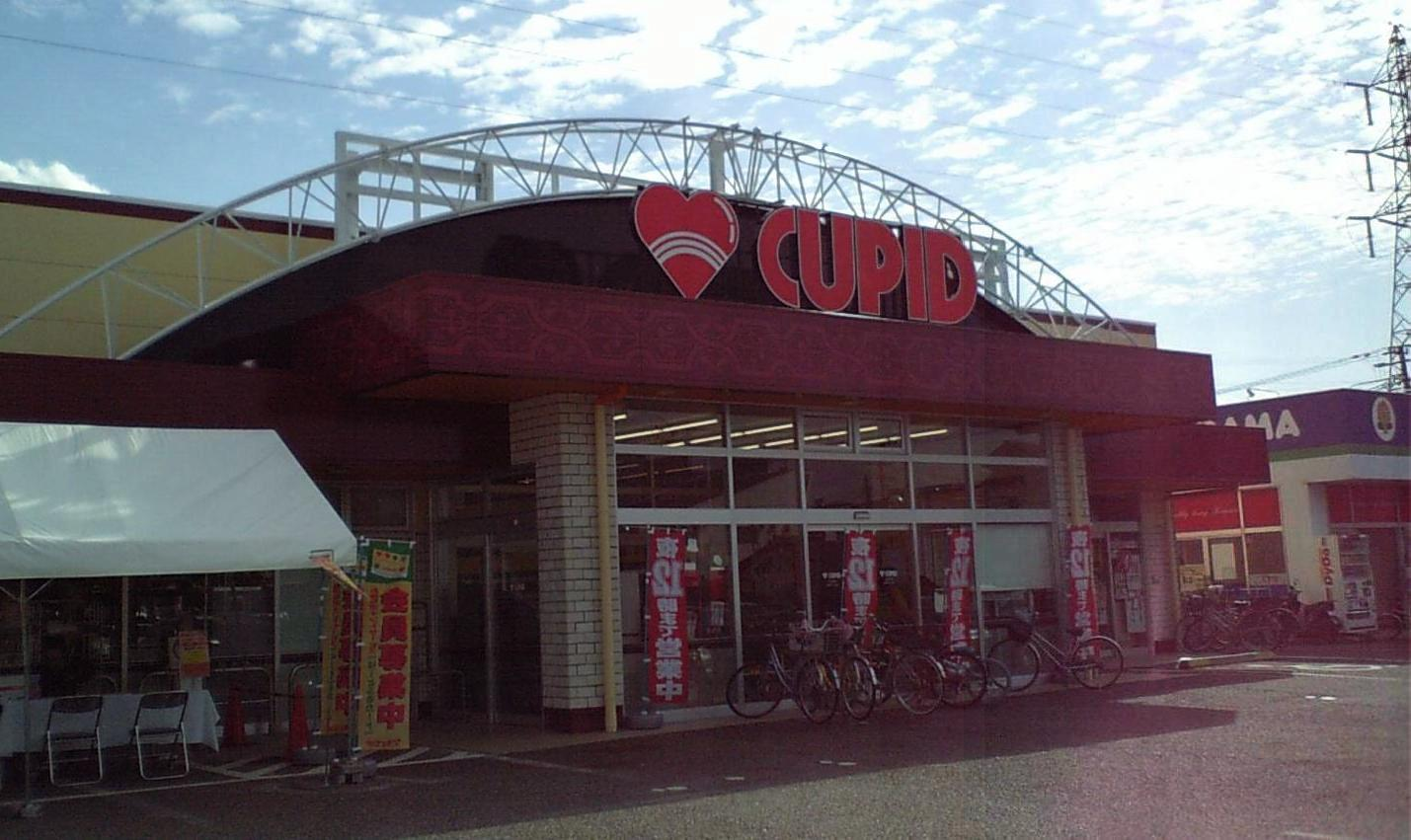
出来島店（新潟市中央区南出来島2、2007年10月撮影）
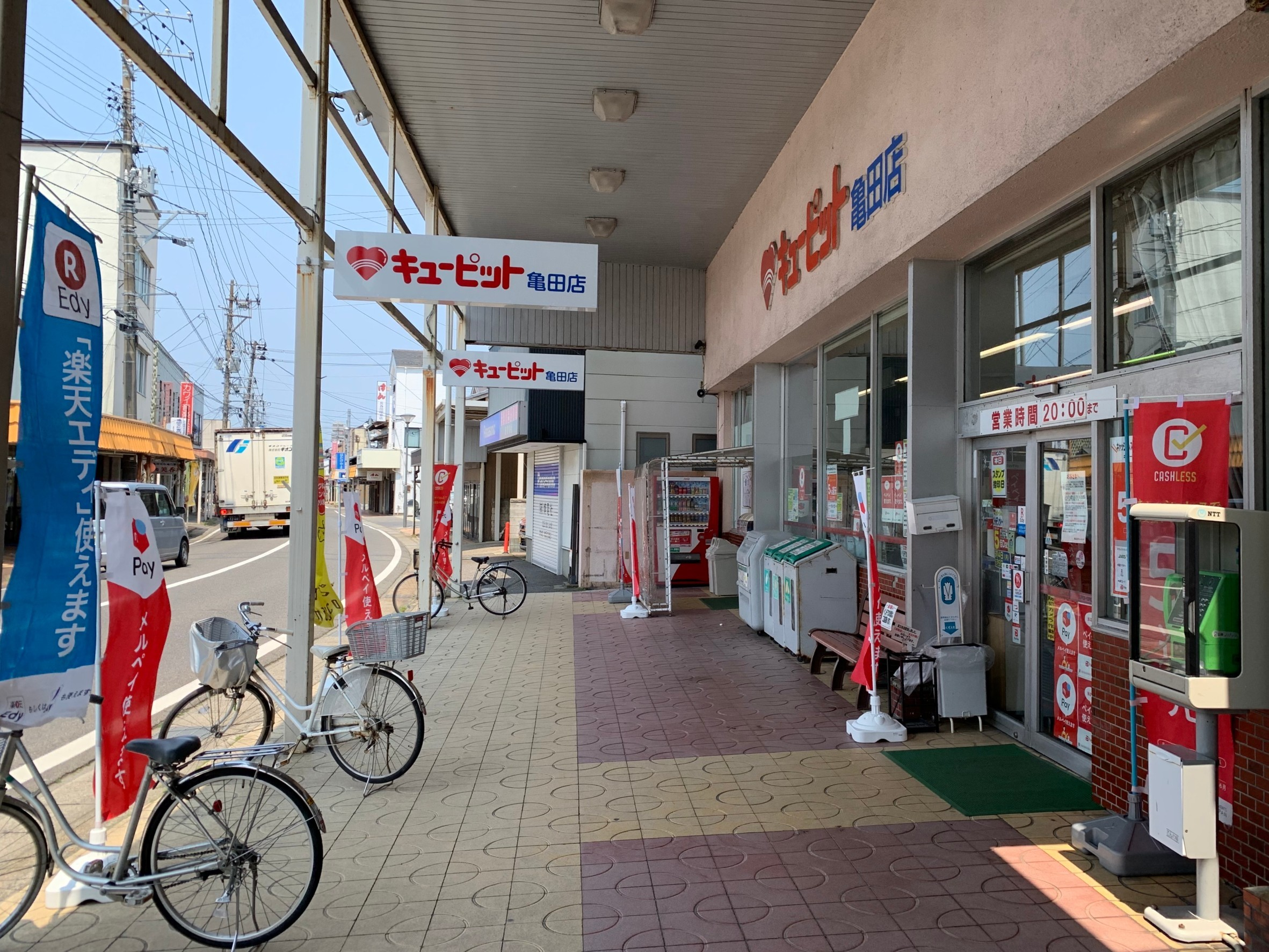
亀田店（新潟市江南区亀田本町2、2020年5月撮影）

## 主な拠点
精肉センター
精肉部門の拠点は、東区の竹尾卸団地南側に所在する。1980年に新設され、キューピット各店舗で陳列する肉類の処理を行っている。
- 新潟県新潟市東区下場30番地